# 劉慶蕃
劉慶蕃（？—？），直隶河间府沧州竈籍。

## 生平
刘正蒙孫，萬曆二十年壬辰进士、翰林院检讨刘生中季子。
崇祯元年（1628年）戊辰科進士，官刑部主事，升户部郎中，十七年甲申降顺留用。
明亡仕清，顺治二年（1645年）二月任河南提学道佥事，三年八月坐滥送贡监，降三级调用。